# Facultad de Odontología de la Universidad de Ankara
Facultad de Odontología de la Universidad de Ankara, Universidad de Ankara Es una facultad afiliada a la Universidad de Ankara, que imparte educación y formación en el Campus Beşevler.
Ofrece estudios universitarios de cinco años de duración. El idioma de enseñanza es el turco y el inglés.

## Historia
Los primeros estudios para la creación de la Facultad de Odontología de la Universidad de Ankara comenzaron en 1959. La creación de una "Facultad de Odontología" adscrita a la Facultad de Medicina de la Universidad de Ankara se decidió en la reunión de la junta de profesores celebrada el 15 de marzo de 1959 por iniciativa de Zafer Paykoç, que en aquel momento era decano de la Facultad de Medicina de la Universidad de Ankara.  La comisión creada de acuerdo con el informe elaborado preparó un proyecto de ley sobre esta cuestión y lo presentó al decanato.  El proyecto, que fue aprobado por la Junta de Profesores, se envió al Claustro Universitario, pero debido a la Revolución del 27 de mayo de 1960, los trabajos se paralizaron durante un tiempo.
En septiembre de 1963, a petición de la Junta de Profesores de la Facultad de Medicina de la Universidad de Ankara Gülhane Askeri Tıp Akademisi  Un nuevo informe ha sido elaborado por Cihat Borçbakan, catedrático de Cirugía Maxilofacial y Plástica y profesor de Cirugía Maxilofacial en el Departamento de Otorrinolaringología de la Facultad de Medicina de la Universidad de Ankara.  El reglamento elaborado a partir de la decisión del Senado de la Universidad de Ankara por la que se aprobaba la apertura de la facultad entró en vigor tras su publicación en el Boletín Oficial con fecha de diciembre de 1963 y número 11581.
La Facultad de Medicina de la Universidad de Ankara, Escuela de Odontología abrió sus puertas el 29 de enero de 1964, miércoles. El primer director de la escuela fue Cihat Borçbakan. La escuela dio sus primeros graduados en 1968.
A partir del 25 de junio de 1973, la Escuela de Odontología se convirtió en la Facultad de Odontología.  Cihat Borçbakan fue nombrado primer decano de la Facultad.  Los departamentos administrativos y las cátedras de medicina básica se trasladaron a un edificio alquilado en Sağlık Sokak en Sıhhiye en febrero de 1974, y las clínicas se trasladaron a un segundo edificio alquilado en Ziya Gökalp Caddesi en Kızılay en abril de 1975.

### Directores de Facultades de Odontología
- 1963-1969 Cihat Borçbakan
- 1969-1970 Sermet Akgün
- 1970-1971 Naci Ayral
- 1971-1973 Cihat Borçbakan

### Decanos
- 1973-1975 Cihat Borçbakan
- 1975-1978 Kazım Aras
- 1978-1981 Bedii Küçüküçerler
- 1981-1982 Şakir Akça
- 1982-1985 Hayati Ekmen
- 1985-1988 Adnan Güvener
- 1988-1994 Ali Zaimoğlu
- 1994-2000 Ahmet Duru Pamir
- 2000-2010 Nejat Bora Sayan
- 2010-2013 Adnan Öztürk
- 2013-2020 Gürkan Gür
- 2020-         Kaan ORHAN

## Unidades académicas

#### Departamento de Ciencias Clínicas
- Cirugía oral y maxilofacial
- Radiología oral y maxilofacial
- Prostodoncia
- Endodoncia
- Peridontología
- Tratamiento dental restaurador
- Ortodoncia

#### Departamento de Ciencias Básicas de Odontología
- Microbiología
- Bioquímica
- Patología
- Histología y Embriología
- Farmacología